# Anafilatoksin
Anafilatoksini, ili anafilotoksini, su fragmenti (C4a i C5a) koji se formiraju tokom aktivacije sistema komplementa. Komponente komplementa: C3, C4 i C5, su masivni glikoproteini koji imaju važne funkcije u imunskom responsu i odbrani domaćina. Oni imaju širok niz bioloških aktivnosti. Do njihove aktivacije dolazi proteolitičkim presecanjem na specifičnim mestima, čime se formiraju a- i b-fragmenti. A-fragmenti formiraju posebne strukturne domene od približno 76 aminokiselina. Njih kodira jedan ekson gena proteina komplementa. C3a, C4a i C5a komponente se nazivaju anafilatoksinima. Oni izazivaju kontrakcije glatkih mišića, otpuštanje histamina iz mast ćelija, i poboljšavaju vaskularnu permeabilnost. Oni takođe posreduju hemotaksu, inflamaciju, i stvaranje citotoksičnih radikala kiseonika. Ovi proteini su veoma hidrofilni, sa uglavnom alfa heliksnom strukturom ojačanom sa tri disulfidna mosta.

## Funkcija
Anafilatoksin imaju sposobnost iniciranja degranulacije (oslobađanja supstanci) iz endotelnih ćelija, mast ćelija ili fagocita, koje uzrokuju lokalni inflamatorni respons. Ako je degranulacija suviše jaka, ona može da dovede do šoku-sličnih sindroma, što podseća na alergijsku reakciju.
Anafilatoksini indirektno posreduju:
- kontrakciju ćelija glatkih mišića, npr. bronhospazme
- povećanje permeabilnosti krvnih kapilara
- hemotaksu - receptorima-posredovano kretanje leukocita u pravcu povećanja koncentracije anafilatoksina

## Literatura
1. ↑  Williamson MP, Madison VS (1990). „Three-dimensional structure of porcine C5adesArg from 1H nuclear magnetic resonance data”. Biochemistry. 29 (12): 2895—905. PMID 2337573. doi:10.1021/bi00464a002.
2. ↑  Hugli TE (1986). „Biochemistry and biology of anaphylatoxins”. Complement. 3 (3): 111—27. PMID 3542363.
3. ↑  Fritzinger DC, Petrella EC, Connelly MB, Bredehorst R, Vogel CW (1992). „Primary structure of cobra complement component C3”. J. Immunol. 149 (11): 3554—3562. PMID 1431125.
4. 1 2  Rosa PA, Ogata RT, Zepf NE (1989). „Sequence of the gene for murine complement component C4”. J. Biol. Chem. 264 (28): 16565—16572. PMID 2777798.
5. 1 2 3 4  Gennaro R, Simonic T, Negri A, Mottola C, Secchi C, Ronchi S, Romeo D (1986). „C5a fragment of bovine complement. Purification, bioassays, amino-acid sequence and other structural studies”. Eur. J. Biochem. 155 (1): 77—86. PMID 3081348. doi:10.1111/j.1432-1033.1986.tb09460.x.

## Spoljašnje veze
- Anaphylatoxin на 
- Anaphylatoxin u rečniku